# Oldřich Martinů
Oldřich Martinů (* 16. září 1965) je český policista, v letech 2007–2010 policejní prezident Policie České republiky.
V rámci Nečasovy vlády vyzýval k jeho odvolání ministr vnitra Radek John a strana Věci veřejné. Otázka odvolání eskalovala během krize údajné korupce na Státním fondu životního prostředí, kdy policejní prezident uskutečnil osobní schůzku s premiérem Nečasem bez asistence ministra vnitra. Dne 22. prosince 2010 Martinů po schůzce s prezidentem Václavem Klausem oznámil, že na svůj post rezignuje k 31. prosinci 2010. V letech 2011–2019 působil jako náměstek ředitele Europolu.
Je ženatý, má dvě dcery.

## Vzdělání
- 1984–1986 Praporčická škola, Pohotovostní pluk Veřejné bezpečnosti
- 1988–1990 Vysoká škola Sboru národní bezpečnosti, fakulta Veřejné bezpečnosti
- 1990–1995 Právnická fakulta Univerzity Karlovy. Získaný titul Mgr.

## Pracovní zkušenosti
| Datum                              | Místo a pozice |
| ---------------------------------- | --- |
| 1. červen 2007 – 31. prosinec 2010 | Policejní prezidium ČR – policejní prezident                                                                                    |
| 15. říjen 2002 – 30. květen 2007   | Policejní prezidium ČR – náměstek policejního prezidenta                                                                        |
| 16. srpen 1999 – 14. říjen 2002    | Policie ČR, Správa Středočeského kraje – ředitel                                                                                |
| 5. květen 1997 – 15. srpen 1999    | Policie ČR, Národní jednotka Interpolu Praha – ředitel                                                                          |
| 1. únor 1996 – 4. květen 1997      | Policejní prezidium ČR, Ředitelství služby kriminální policie, skupina metodiky organizovaného zločinu – policejní rada         |
| 1. srpen 1990 – 31. leden 1996     | Policie ČR, Obvodní ředitelství Praha 10, služba kriminální policie, oddělení násilné trestné činnosti – policejní inspektor    |
| 1. září 1988 – 31. červenec 1990   | Vysoká škola Sboru národní bezpečnosti – posluchač fakulty Veřejné bezpečnosti Vysoké školy SNB                                 |
| 1. září 1986 – 31. srpen 1988      | Správa Sboru národní bezpečnosti hlavního města Prahy, Pohotovostní motorizovaná jednotka – policejní inspektor                 |
| 1. březen 1986 – 31. srpen 1986    | Správa Sboru národní bezpečnosti Jihočeského kraje, Obvodní oddělení Veřejné bezpečnosti České Budějovice – policejní inspektor |
| 1. září 1984 – 26. únor 1986       | Praporčická škola, Pohotovostní pluk Veřejné bezpečnosti v Praze – frekventant                                                  |
| 1. duben 1984 – 31. srpen 1984     | Náhradní vojenská služba ve Frýdku-Místku – voják                                                                               |